# Hrabovka
Hrabovka (in ungherese Szúcsgyertyános) è un comune della Slovacchia facente parte del distretto di Trenčín, nella regione omonima.
È citata per la prima volta in un documento storico nel 1423 con il nome di Hraboka, quando apparteneva alla Signoria di Sučany. Successivamente passò alla Signoria di Trenčín.